# Denkmalgeschützte Objekte im Prešovský kraj
Im Prešovský  kraj bestehen 3757 denkmalgeschützte Objekte. Die unten angeführte Liste führt zu den Listen der Bezirke und gibt die Anzahl der Objekte an.

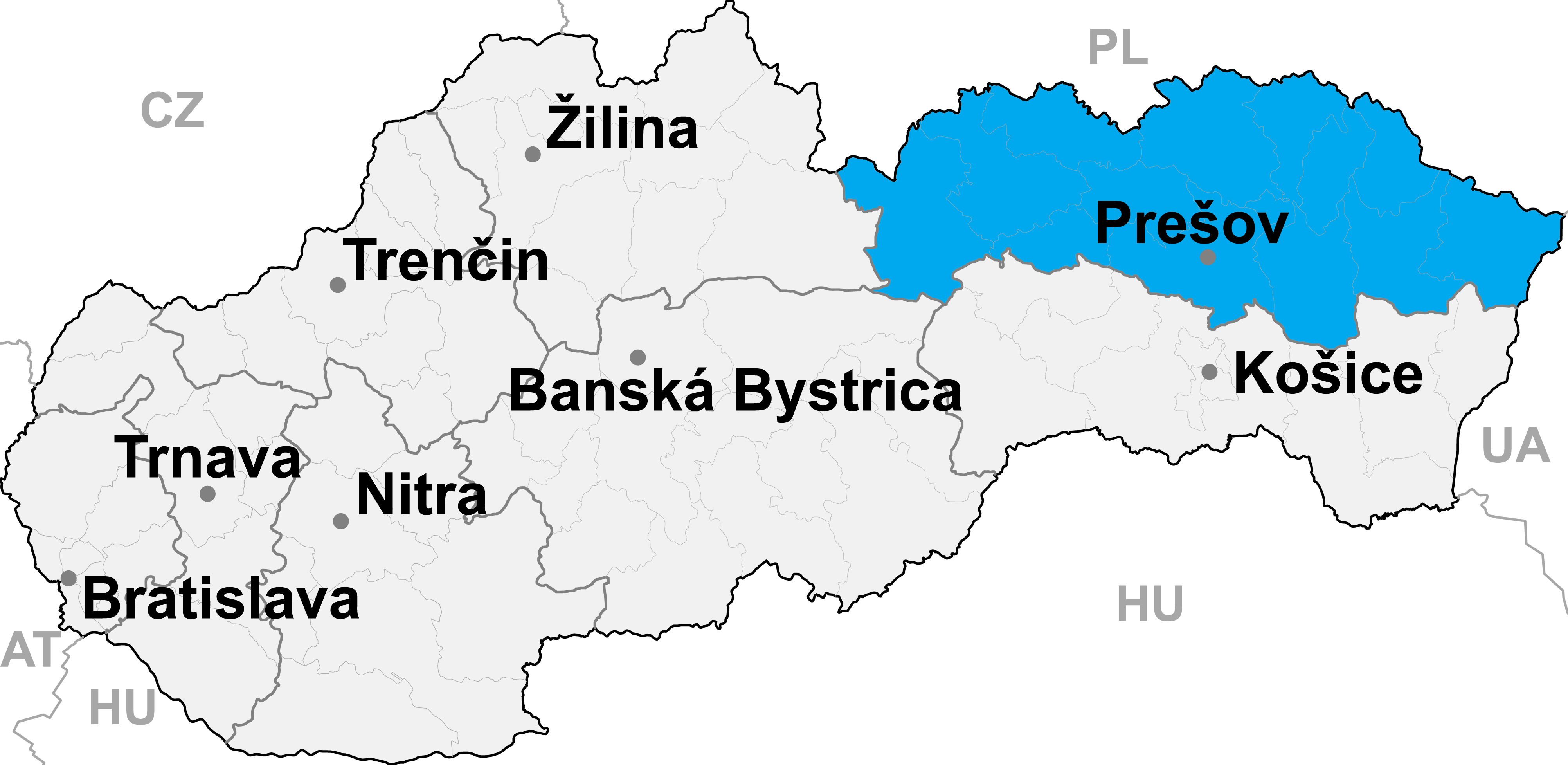

| Liste der Okresy  | Objektanzahl |
| ----------------- | ------------ |
| Bardejov          | 299          |
| Humenné           | 69           |
| Kežmarok          | 761          |
| Levoča            | 796          |
| Medzilaborce      | 44           |
| Poprad            | 509          |
| Prešov            | 513          |
| Sabinov           | 137          |
| Snina             | 56           |
| Stará Ľubovňa     | 231          |
| Stropkov          | 59           |
| Svidník           | 128          |
| Vranov nad Topľou | 155          |